# 단골 지각생
단골 지각생은 한국에서 제작된 임권택 감독의 1964년 영화이다. 김승호 등이 주연으로 출연하였고 윤종욱 등이 제작에 참여하였다.

## 출연

### 주연
- 김승호
- 황정순
- 전영선
- 김석훈

### 조연
- 박철민

## 제작진
- 원작자: 추식
- 조명: 임영창
- 미술: 원제래